# Vejas-mate Dorsa
I Vejas-mate Dorsa sono una struttura geologica della superficie di Venere.